# Turbokozak
Turbokozak – program rozrywkowy emitowany w telewizji Canal+, stanowiący indywidualny konkurs umiejętności piłkarskich.

## Opis
W programie występują głównie piłkarze grający w klubach Ekstraklasy, ponadto udział biorą też polscy piłkarze z zagranicznych klubów, byli piłkarze, zawodnicy innych dyscyplin sportu, dziennikarze, oraz aktorzy; mają oni za zadanie zdobyć jak najwięcej punktów w poszczególnych konkurencjach.
W maju 2016 roku nagrano setny odcinek programu. Wystąpił w nim ówczesny piłkarz Empoli – Piotr Zieliński.
W grudniu 2017 r. wyemitowano 150. odcinek Turbokozaka, w którym wystąpił ówczesny piłkarz Cracovii – Krzysztof Piątek.
W styczniu 2020 r. wyemitowano 200. odcinek programu. Wystąpił w nim ówczesny piłkarz PAOK-u – Karol Świderski.

## Konkurencje

### wykaz ogólny
Poniżej przedstawiono opisy wszystkich konkurencji (zarówno obowiązujących, jak i tych z których się wycofano). W każdej konkurencji zawodnik ma 3 podejścia (o ile w opisie konkurencji nie ma innych warunków).

#### Konkurencje "standardowe"
- „Sam na Sam” – zawodnik musi wygrać pojedynek z bramkarzem. Za każdego gola przyznaje się 7 pkt.
- „Rzuty karne” – zawodnik wykonuje rzuty karne. Każdy gol to 5 pkt.
- „Karny w ciemno” – zawodnik wykonuje jeden rzut karny, mając zawiązane oczy. Za zdobytego gola przyznaje się 10 pkt.
- „Połówka” – zawodnik ma za zadanie trafić na pustą bramkę strzelając z połowy boiska (przy czym piłka nie może odbić się od ziemi). Każde trafienie to 15 pkt.
- „Obij poprzeczkę” – zawodnik ma za zadanie trafić w poprzeczkę strzelając z linii pola karnego. Każde trafienie to 10 pkt.
- „Nie kręć że strzelisz” – piłkarz wykonuje 15 obrotów wokół piłki, leżącej na ziemi (przy czym podczas ich wykonywania zawodnik musi ciągle dotykać piłki ręką), a następnie ma za zadanie strzelić karnego na pustą bramkę. Zawodnik ma jedno podejście. Za trafienie jest 15 pkt.

#### rzuty wolne
- „Rzuty wolne” – zawodnik wykonuje klasyczne rzuty wolne (bramkarz stoi na bramce). Każdy gol to 10 pkt. Począwszy od sezonu 2019/20, konkurencja została zmodyfikowana: gracz ma za zadanie trafić w jeden z pięciu otworów na płachcie (patrz: konkurencja „Kolej na wolej”), ponadto zadanie jest utrudnione przez "mur", stworzony z trzech dmuchanych manekinów.
- „Płachta na byka” – zawodnik musi trafić w jeden z sześciu otworów na płachcie, która jest zamontowana na bramce (trzy otwory obok lewego słupka – za 10, 15 oraz 20 pkt, trzy kolejne obok prawego słupka punktowane analogicznie.)  Począwszy od sezonu 2016/17 dodano siódmy otwór na środku bramki, tuż pod poprzeczką – za 5 pkt.
- „Z tarczą lub na tarczy” – zawodnik musi trafić przyczepianą piłką w tarcze wyglądającą jak w Darcie; Zawodnik wykonuje swoje strzały kolejno z odległości: 16, 20 oraz 25 metrów.
- „Kolej na wolej” – zasady tej konkurencji są podobne jak w przypadku "płachty na byka", lecz w tej konkurencji przed oddaniem strzału na bramkę gracz musi odbić piłkę od reboundera. Dziury od płachty na byka są większe i są dwa otwory obok lewego słupka – za 30 oraz 40 pkt, dwa kolejne obok prawego słupka punktowane analogicznie i piąty na środku za 20 pkt.
- „Wrzuta na buta” – Gracz ma strzelić bramkę po przyjęciu piłki wystrzelonej przez specjalną "wyrzutnię" (może także próbować strzelać "z pierwszej piłki"). Każde trafienie to 20 pkt.

#### rzuty rożne
- „Rzuty rożne” – zawodnik wykonuje rzuty rożne na pustą bramkę. Każdy gol to 10 pkt.
- „Celnie, Pazernie” – zawodnik wykonuje strzały z rożnego, lecz zamiast do bramki ma za zadanie trafić w płachtę umieszczoną na środku boiska; im bliżej środka zatrzyma się piłka, tym więcej punktów zostaje przyznanych. Możliwe punkty do zdobycia za jeden strzał to: 10, 20, 30 lub 40 pkt.

#### Kapkowanie
- „Główkowanie” (konkurencja z dwoma zawodnikami) – konkurencja ta obowiązuje tylko wtedy, gdy występuje dwóch zawodników: stoją oni przodem do siebie w odległości ok. 1 metra i odbijają piłkę głową. Konkurencja zostaje przerwana po upływie czasu (1 minuta) lub gdy piłka spadnie na ziemię. Za trafienie jest 1 pkt. Konkurencja została wycofana po sezonie 2013/14.
- „Słabszą nogą ponad głową” – zawodnik ma odbijać piłkę swoją „słabszą” stopą (tzn. prawonożny gracz musi używać lewej nogi i vice versa). Konkurencja zostaje przerwana po upływie czasu (1 minuta) lub gdy piłka spadnie na ziemię. Każde odbicie to 1 pkt.
- „Głowa, udo słabsza noga” – zasady analogiczne jak w w/w konkurencji, przy czym tutaj zawodnik może dodatkowo odbijać piłkę udem oraz głową. Każde trafienie to 1 pkt.
- „Żongluj z jajem” – w tej konkurencji gracz odbija piłkę do rugby, ponadto nie ma wymogu co do używania tylko i wyłącznie „słabszej” nogi.
- „Mała piłka, duży problem” – w tej konkurencji wykorzystywana jest piłka do tenisa i trzeba ją odbijać naprzemiennie raz lewą, raz prawą nogą.
- „Żonglowanie – głowa, ramię” – w tej konkurencji ponownie używa się zwykłej piłki nożnej, lecz trzeba ją odbijać naprzemiennie raz głową, raz barkiem (lewym bądź prawym.)
- „Gorsza głowa” – w tej konkurencji zawodnik odbija piłkę naprzemiennie głową oraz słabszą nogą.[2]
- „Ścieżka zdrowia” - zawodnik musi odbijać piłkę tylko i wyłącznie przy pomocy nóg, ponadto nie ma on do dyspozycji całej murawy: w trakcie tej konkurencji musi chodzić po okręgu wokół środka boiska.

#### Pozostałe konkurencje
- "Główkowanie" (konkurencja wdrożona w 2019) – gracz ma odpowiedzieć na 3 pytania związane z piłką nożną (lub też innym sportem.) W każdym pytaniu ma do wyboru 4 możliwe odpowiedzi, z których tylko jedna jest poprawna (podobnie jak w teleturnieju "Milionerzy"). za prawidłową odpowiedź przyznawane jest 5 pkt.
- "Dary losu" - (konkurencja wdrożona w 2022) zawodnik oddaje jeden strzał na bramkę, przy czym - w drodze losowania - wybiera nogę którą będzie oddawał strzał (tj. lewą lub prawą), ponadto losuje rodzaj obuwia ubieranego do tej konkurencji (np. kalosze, klapki, płetwy[3], lub też brak obuwia, tj. strzał odawany gołą stopą[4]) oraz rodzaj piłki (np. piłka do rugby, tenisowa, gimnastyczna,[4] etc.). Za celny strzał przyznawane jest 15 pkt.[5]
- "sklejka" (konkurencja wdrożona w 2023) - zawodnik stoi na środku boiska i ma za zadanie przyjąć piłkę, zrzucaną z drona z wysokości kolejno 10, 20 oraz 30 metrów. Zawodnik może wykonać tylko jedno dotknięcie piłki; im bliżej środka boiska zatrzyma się piłka, tym więcej punktów zostaje przyznanych. Możliwe punkty do zdobycia za każde podejście to: 10, 20, 30 lub 40 pkt.
- "Cel, pal, ognia" - zawodnik ma za zadanie trafiać w jedną z czterech band ( w danym momencie musi trafić tę, na której będzie się świeciła lampka.) Bandy są ustawione wokół zawodnika. Za każde odbicie przyznawany jest 1 pkt. Konkurencję wycofano po sezonie 2021/22.
- "Extra level" – zawodnik ma za zadanie oddać 10 strzałów 10 piłkami z odległości 16 metrów. Jest to konkurencja wykonywana na czas. Każde trafienie to 1 pkt (w przypadku gdy dwóch lub więcej zawodników ma tę samą liczbę punktów, uwzględnia się czas, w którym ukończyli oni tę konkurencję.)

### wykaz zmian w konkurencjach na przestrzeni sezonów

#### sezon 2015/16
- do rywalizacji dodano konkurencję „Nie kręć że strzelisz” – Zaproponował ją Marcin Żewłakow w trakcie swojego występu w programie;
- zamiast konkurencji „rzuty wolne” wykonywana jest „Płachta na byka”;
- dodano kolejną, niezależną konkurencję – "Extra level".

#### sezon 2016/17
- W konkurencji „Płachta na byka” na środku płachty (tuż pod poprzeczką) umieszczono dodatkowy, siódmy otwór za 5 pkt.
- zamiast konkurencji „Słabszą nogą ponad głową” wykonywana jest „Głowa, udo słabsza noga”.

#### sezon 2017/18
- zamiast konkurencji „Płachta na byka” wykonywana jest „Z tarczą lub na tarczy”.
- zamiast konkurencji „Głowa, udo słabsza noga” wykonywana jest „Żongluj z jajem”.
- w konkurencji "Extra level" zdobycie gola piłką ustawioną na miejscu piątym (oraz ostatnim) jest nagradzane dwoma punktami (w związku z tym maksymalna ilość punktów do zdobycia w tej konkurencji wzrosła z 10 do 12.)

#### sezon 2018/19
- W konkurencji "Sam na Sam" przed oddaniem strzału trzeba odbić piłkę o rebounder.
- zamiast konkurencji „Z tarczą lub na tarczy” wykonywana jest „Kolej na wolej”: zasady są podobne jak w przypadku konkurencji "płachta na byka", przy czym dziur na płachcie jest mniej i mają większą średnicę, ponadto przed oddaniem strzału na bramkę gracz musi odbić piłkę od reboundera.
- zamiast konkurencji „Żongluj z jajem” wykonywana jest „Mała piłka, duży problem”.

#### sezon 2019/20
- w konkurencji "sam na sam" nie ma już wymogu odbijania piłki od reboundera, lecz każde podejście do konkurencji składa się w praktyce z 2 strzałów:
  - pierwszy odbywa się na tzw. "małą bramkę" (celny strzał – 3 pkt.)
  - drugi odbywa się na "właściwą" bramkę (za celny strzał jest 7 pkt. jak dotychczas.)
- zamiast konkurencji „Kolej na wolej” jest konkurencja "rzuty wolne", która ma analogiczne zasady, przy czym:
  - gracz nie musi odbijać piłki od reboundera;
  - zadanie jest utrudnione przez "mur", utworzony z 3 dmuchanych manekinów.
- w konkurencji "połówka" w środu dużej bramki umieszczono dodatkową, małą bramkę; za trafienie do niej zawodnik dostaje 30 pkt.
- wprowadzono nową konkurencję – "główkowanie".
- zamiast konkurencji „Mała piłka, duży problem” jest konkurencja „Żonglowanie – głowa, ramię”

#### sezon 2020/21
- wycofano konkurencje: „Rzuty wolne”, „Rzuty rożne” oraz  „Żonglowanie – głowa, ramię”.[6]
- wdrożono konkurencje: „Wrzuta na buta” „Celnie pazernie” oraz „Słabszą nogą ponad głową.” [7]

#### sezon 2021/22
- zamiast konkurencji „Słabszą nogą ponad głową.” jest konkurencja „cel, pal ognia” [8]

#### sezon 2022/23
- zamiast konkurencji „Główkowanie” jest konkurencja „Dary losu.”
- zamiast konkurencji „cel, pal ognia” jest konkurencja „Gorsza głowa” [8][9]

#### sezon 2023/24
- zamiast konkurencji „Celnie pazernie” jest konkurencja „sklejka.”
- w konkurencji „obij poprzeczkę” zawodnik nie wykonuje już strzałów z 16. metra boiska, lecz piłka jest rzucana przez "Gabora" który stoi za bramką, a zawodnik musi piłkę odbić głową.
- zamiast konkurencji „Gorsza głowa” jest konkurencja „ścieżka zdrowia.”[5][9]

## Klasyfikacja ogólna
W poniższej klasyfikacji przedstawiono kluby, w których zawodnicy grali w chwili ich wystąpienia w programie „Turbokozak”; wyszczególniono tutaj każdego zawodnika, który wziął udział w programie (niezależnie od sezonu.)
| Punkty                   | Zawodnik                            | Drużyna / zawód                                    |
| ------------------------ | ----------------------------------- | -------------------------------------------------- |
|                          |                                     |                                                    |
| 271 pkt                  | Bartek Ignacik                      | dziennikarz sportowy                               |
| 266 pkt                  | Przemysław Płacheta                 | Śląsk Wrocław                                      |
| 262 pkt                  | Paweł Tomczyk                       | Lech Poznań                                        |
| 249 pkt                  | Jan Bednarek                        | Southampton                                        |
| 248 pkt                  | Damian Szymański                    | Wisła Płock                                        |
| 245 pkt                  | Sebastian Mila                      | Lechia Gdańsk                                      |
| 242 pkt                  | Carlitos                            | Wisła Kraków                                       |
| 239 pkt                  | Grzegorz Rasiak                     | były piłkarz                                       |
| 238 pkt                  | Aleksandra Sikora                   | Juventus FC                                        |
| 236 pkt                  | Oskar Lipski                        | Stal Łańcut                                        |
| 236 pkt                  | Łukasz Trałka                       | Lech Poznań                                        |
| 231 pkt                  | Mateusz Klich                       | Leeds United                                       |
| 229 pkt                  | Miroslav Radović                    | Legia Warszawa                                     |
| 223 pkt                  | Antoni Łukasiewicz Łukasz Madej     | Górnik Zabrze                                      |
| 223 pkt                  | Damian Kądzior                      | Dinamo Zagrzeb                                     |
| 220 pkt                  | Jakub Wawrzyniak                    | piłkarz                                            |
| 217 pkt                  | Radosław Majewski                   | Lech Poznań                                        |
| 217 pkt                  | Marcin Baszczyński                  | były piłkarz                                       |
| 217 pkt                  | Grzegorz „Gabor” Jędrzejewski       | bramkarz w programie                               |
| 216 pkt                  | Michał Żewłakow                     | były piłkarz                                       |
| 213 pkt                  | Adam Frączczak                      | Pogoń Szczecin                                     |
| 211 pkt                  | Agnieszka Radwańska Dawid Celt      | tenis ziemny                                       |
| 211 pkt                  | Maciej Makuszewski                  | Lech Poznań                                        |
| 207 pkt                  | Igor Angulo                         | Górnik Zabrze                                      |
| 206 pkt                  | Dominik Dziąbek                     | kapitan reprezentacji polski dzieci z domu dziecka |
| 206 pkt                  | Piotr Świerczewski Tomasz Kłos      | byli piłkarze                                      |
| 205 pkt                  | Tomasz Sokołowski                   | były piłkarz                                       |
| 205 pkt                  | Dawid Kort                          | Pogoń Szczecin                                     |
| 205 pkt                  | Szymon Pawłowski                    | Bruk-Bet Termalica Nieciecza                       |
| 205 pkt                  | Vladimir Boljević Bartłomiej Dudzic | Cracovia                                           |
| 203 pkt                  | Tomasz Jodłowiec                    | Piast Gliwice                                      |
| 203 pkt                  | Giorgi Merebaszwili                 | Wisła Płock                                        |
| 203 pkt                  | Krzysztof Piątek                    | Cracovia                                           |
| 203 pkt                  | Robert Podoliński                   | trener Radomiaka Radom                             |
| 203 pkt                  | Dariusz Formella                    | Arka Gdynia                                        |
| 202 pkt                  | Konstantin Vassiljev                | Jagiellonia Białystok                              |
| 201 pkt                  | Michał Kucharczyk Dominik Furman    | Legia Warszawa                                     |
| 199 pkt                  | Dawid Kownacki                      | Lech Poznań                                        |
| 198 pkt                  | Damian Dąbrowski                    | Cracovia                                           |
| 196 pkt                  | Arkadiusz Malarz                    | Legia Warszawa                                     |
| 195 pkt                  | Bartosz Rymaniak                    | Korona Kielce                                      |
| 193 pkt                  | Radosław Majewski                   | Lech Poznań                                        |
| 193 pkt                  | Katarzyna Kiedrzynek                | Paris Saint-Germain                                |
| 191 pkt (edycja 2016/17) | Sebastian Steblecki                 | Cracovia                                           |
| 190 pkt                  | Rafał Siemaszko                     | Arka Gdynia                                        |
| 190 pkt                  | Arvydas Novikovas                   | Jagiellonia Białystok                              |
| 188 pkt                  | Mateusz Wdowiak                     | Cracovia                                           |
| 187 pkt                  | Szymon Drewniak                     | Górnik Łęczna                                      |
| 186 pkt                  | Paweł Brożek Michał Chrapek         | Wisła Kraków                                       |
| 184 pkt                  | Adam Matuszczyk                     | Zagłębie Lubin                                     |
| 184 pkt                  | Vadis Odjidja-Ofoe                  | Legia Warszawa                                     |
| 184 pkt                  | Denis Popović                       | Wisła Kraków                                       |
| 184 pkt (edycja 2014/15) | Mateusz Cetnarski                   | Cracovia                                           |
| 183 pkt                  | Martin Pospíšil                     | Jagiellonia Białystok                              |
| 181 pkt                  | Jakub Arak                          | Ruch Chorzów                                       |
| 179 pkt                  | Arkadiusz Piech                     | Śląsk Wrocław                                      |
| 178 pkt                  | Piotr Zieliński                     | Empoli FC                                          |
| 178 pkt                  | Piotr Grzelczak                     | Górnik Łęczna                                      |
| 178 pkt                  | Darko Jevtić                        | Lech Poznań                                        |
| 178 pkt                  | Jarosław Niezgoda                   | Ruch Chorzów                                       |
| 175 pkt                  | Kamil Wilczek                       | Brøndby IF                                         |
| 175 pkt (edycja 2015/16) | Sebastian Steblecki                 | Górnik Zabrze                                      |
| 174 pkt                  | Mateusz Szwoch                      | Arka Gdynia                                        |
| 173 pkt                  | Lukáš Haraslín                      | Lechia Gdańsk                                      |
| 173 pkt (edycja 2015/16) | Mateusz Cetnarski                   | Cracovia                                           |
| 170 pkt                  | Kamil Biliński                      | Śląsk Wrocław                                      |
| 169 pkt                  | Piotr Włodarczyk                    | piłkarz                                            |
| 168 pkt                  | Łukasz Zwoliński                    | Pogoń Szczecin                                     |
| 168 pkt                  | Szymon Żurkowski                    | Górnik Zabrze                                      |
| 167 pkt                  | Bartosz Kapustka                    | Cracovia                                           |
| 165 pkt                  | Sebastian Szymański                 | Legia Warszawa                                     |
| 165 pkt                  | Guilherme                           | Legia Warszawa                                     |
| 164 pkt                  | Filip Starzyński Jakub Kowalski     | Ruch Chorzów                                       |
| 163 pkt                  | Joel Valencia                       | Piast Gliwice                                      |
| 163 pkt                  | Paweł Małaszyński                   | Aktor                                              |
| 163 pkt                  | Arkadiusz Reca                      | Wisła Płock                                        |
| 162 pkt                  | Konrad Michalak                     | Wisła Płock                                        |
| 161 pkt                  | Radosław Murawski                   | Piast Gliwice                                      |
| 160 pkt                  | Marcin Krzywicki                    | Chojniczanka Chojnice                              |
| 160 pkt                  | Vladislavs Gutkovskis               | Bruk-Bet Termalica Nieciecza                       |
| 160 pkt                  | Wojciech Łuczak                     | Górnik Zabrze                                      |
| 159 pkt                  | Marco Paixão Flávio Paixão          | Śląsk Wrocław                                      |
| 159 pkt                  | drużyna dziennikarzy                | dziennikarze                                       |
| 158 pkt                  | Maciej Korzym                       | Sandecja Nowy Sącz                                 |
| 158 pkt                  | Karol Linetty                       | Lech Poznań                                        |
| 158 pkt                  | Mateusz Piątkowski                  | Wisła Płock                                        |
| 156 pkt                  | Krzysztof Mączyński                 | Wisła Kraków                                       |
| 156 pkt                  | Mateusz Szczepaniak                 | Podbeskidzie Bielsko-Biała                         |
| 155 pkt                  | Sławomir Peszko                     | Lechia Gdańsk                                      |
| 155 pkt                  | Krzysztof Janus                     | Zagłębie Lubin                                     |
| 154 pkt                  | Kamil Grosicki                      | Stade Rennais                                      |
| 154 pkt                  | Kamil Kosowski                      | piłkarz                                            |
| 153 pkt                  | Marcin Cebula                       | Korona Kielce                                      |
| 152 pkt                  | Ilijan Micanski                     | Korona Kielce                                      |
| 152 pkt                  | Tomás Podstawski                    | Pogoń Szczecin                                     |
| 151 pkt                  | Ryōta Morioka                       | Śląsk Wrocław                                      |
| 151 pkt                  | Tomasz Hajto                        | piłkarz                                            |
| 150 pkt                  | Łukasz Sekulski                     | Korona Kielce                                      |
| 150 pkt                  | Łukasz Piątek                       | ŁKS Łódź                                           |
| 150 pkt                  | Marcin Ryszka                       | piłka nożna dla osób niewidomych                   |
| 148 pkt                  | Szymon Marciniak                    | sędzia piłkarski                                   |
| 148 pkt                  | Ondrej Duda                         | Legia Warszawa                                     |
| 148 pkt                  | Marcin Żewłakow                     | piłkarz                                            |
| 147 pkt                  | Fabian Pawela Damian Chmiel         | Podbeskidzie Bielsko-Biała                         |
| 146 pkt                  | Kamil Sylwestrzak                   | Korona Kielce                                      |
| 145 pkt                  | Adam Marciniak                      | Arka Gdynia                                        |
| 144 pkt                  | Dudu Paraiba                        | Śląsk Wrocław                                      |
| 143 pkt                  | Andrzej Kobylański                  | piłkarz                                            |
| 143 pkt                  | Marek Buzanowski                    | polski messi                                       |
| 143 pkt                  | Dariusz Dźwigała                    | piłkarz (ówcześnie trener Dolcanu Ząbki)           |
| 142 pkt                  | Maciej Rybus                        | Terek Grozny                                       |
| 142 pkt                  | Łukasz Madej                        | Górnik Zabrze                                      |
| 142 pkt                  | Maciej Iwański                      | Podbeskidzie Bielsko-Biała                         |
| 141 pkt                  | Adrian Błąd Filip Jagiełło          | Zagłębie Lubin                                     |
| 141 pkt                  | Jakub Świerczok                     | Zawisza Bydgoszcz                                  |
| 141 pkt                  | Nemanja Nikolić                     | Legia Warszawa                                     |
| 140 pkt                  | Martin Kobylański                   | Lechia Gdańsk                                      |
| 139 pkt                  | Bartłomiej Drągowski                | Jagiellonia Białystok                              |
| 139 pkt                  | Bartłomiej Babiarz                  | Bruk-Bet Termalica Nieciecza                       |
| 139 pkt                  | Adam Dźwigała                       | Lechia Gdańsk                                      |
| 139 pkt                  | Paweł Golański                      | Korona Kielce                                      |
| 138 pkt                  | Karol Kłos                          | siatkarz                                           |
| 137 pkt                  | Przemysław Frankowski               | Jagiellonia Białystok                              |
| 137 pkt                  | Patryk Tuszyński                    | Jagiellonia Białystok                              |
| 136 pkt                  | Michał Mak                          | GKS Bełchatów                                      |
| 136 pkt                  | Antonio Čolak                       | Lechia Gdańsk                                      |
| 135 pkt                  | Łukasz Moneta                       | Ruch Chorzów                                       |
| 133 pkt                  | Mateusz Możdżeń Marcin Kamiński     | Lech Poznań                                        |
| 131 pkt                  | Konrad Wrzesiński                   | Zagłębie Sosnowiec                                 |
| 131 pkt                  | Bartosz Zmarzlik                    | żuzlowiec                                          |
| 129 pkt                  | Róbert Pich                         | Śląsk Wrocław                                      |
| 128 pkt                  | Egy Maulana                         | Lechia Gdańsk                                      |
| 128 pkt                  | Barry Douglas                       | Lech Poznań                                        |
| 128 pkt                  | Semir Stilić                        | Wisła Kraków                                       |
| 128 pkt                  | Fiodor Černych                      | Górnik Łęczna                                      |
| 127 pkt                  | Marcin Robak                        | Pogoń Szczecin                                     |
| 127 pkt                  | Joanna Jędrzejczyk                  | zawodniczka UFC                                    |
| 125 pkt                  | Karolina Bojar                      | sędzia piłkarska                                   |
| 125 pkt                  | Krzysztof Jakubik                   | sędzia piłkarski                                   |
| 123 pkt                  | Krzysztof Ignaczak                  | siatkarz                                           |
| 122 pkt                  | Mariusz Pawełek                     | Śląsk Wrocław                                      |
| 122 pkt                  | Mariusz Stępiński                   | Wisła Kraków                                       |
| 120 pkt                  | Dani Quintana Ugochukwu Ukah        | Jagiellonia Białystok                              |
| 119 pkt                  | Arkadiusz Woźniak                   | Zagłębie Lubin                                     |
| 119 pkt                  | Piotr Dziewicki                     | ekspert nc+                                        |
| 117 pkt                  | Tomasz Pustelnik                    | Błękitni Stargard Szczeciński                      |
| 117 pkt                  | Kamil Vacek                         | Piast Gliwice                                      |
| 117 pkt                  | Grzegorz Bonin                      | Górnik Łęczna                                      |
| 115 pkt                  | Zdeněk Ondrášek                     | Wisła Kraków                                       |
| 111 pkt                  | Gerard Badía                        | Piast Gliwice                                      |
| 110 pkt                  | Tomasz Podgórski Jakub Szumski      | Piast Gliwice                                      |
| 109 pkt                  | Krzysztof Wrona                     | Kuloodporni Bielsko-Biała                          |
| 105 pkt                  | Paweł Fajdek                        | lekkoatleta                                        |
| 105 pkt                  | Michał Jurecki                      | piłkarz ręczny                                     |
| 104 pkt                  | Marcin Rosłoń                       | dziennikarz                                        |
| 98 pkt                   | Błażej Telichowski                  | GKS Bełchatów                                      |
| 94 pkt                   | Patryk Małecki                      | Pogoń Szczecin                                     |
| 92 pkt                   | Wojciech Szczęsny                   | Arsenal F.C.                                       |
| 91 pkt                   | Wojciech Golla Jakub Bąk            | Pogoń Szczecin                                     |
| 87 pkt                   | Wojciech Łobodziński                | Miedź Legnica                                      |
| 84 pkt                   | Ewa Pajor                           | Medyk Konin                                        |
| 82 pkt                   | Patryk Białek                       | WOŚP                                               |
| 76 pkt                   | Bogusław Saganowski                 | zawodnik piłki plażowej                            |
| 75 pkt                   | Sebastian Fabijański                | aktor                                              |
| 68 pkt                   | Łukasz Jurkowski                    | zawodnik MMA                                       |
| 61 pkt                   | Piotr Kędzierski                    | dziennikarz                                        |
| 59 pkt (sezon 2011/12)   | Michał Winiarski                    | siatkarz                                           |
| 59 pkt                   | Łukasz Kadziewicz                   | siatkarz                                           |
| 57 pkt                   | Marcin Wójcik                       | artysta kabaretowy                                 |
| 57 pkt                   | Jerzy Janowicz                      | tenisista                                          |
| 55 pkt                   | Łukasz Bernat                       | Laureat konkursu palmolive                         |

## Klasyfikacja (sezon 2023/24)
| Punkty  | Zawodnik              | Drużyna / zawód       |
| ------- | --------------------- | --------------------- |
| 383 pkt | Ariel Mosór           | Piast Gliwice         |
| 380 pkt | Kajetan Szmyt         | Warta Poznań          |
| 379 pkt | Filip Marchwiński     | Lech Poznań           |
| 378 pkt | Filip Szymczak        | Lech Poznań           |
| 375 pkt | Wahan Biczachczian    | Pogoń Szczecin        |
| 374 pkt | Bartłomiej Pawłowski  | Widzew Łódź           |
| 372 pkt | Ángel Rodado          | Wisła Kraków          |
| 364 pkt | Paweł Jaroszyński     | Cracovia              |
| 336 pkt | Krystian Getinger     | Stal Mielec           |
| 335 pkt | Gabriel Kobylak       | Radomiak Radom        |
| 332 pkt | Emilia Zdunek         | Pogoń Szczecin        |
| 309 pkt | Erik Expósito         | Śląsk Wrocław         |
| 299 pkt | Oliwier Zych          | Puszcza Niepołomice   |
| 297 pkt | Bartłomiej Wdowik     | Jagiellonia Białystok |
| 295 pkt | Krystian Kapłon       | AMP Futbol            |
| 282 pkt | Kacper Chodyna        | Zagłębie Lubin        |
| 278 pkt | Erik Janža            | Górnik Zabrze         |
| 270 pkt | Michał Marszał        | dziennikarz           |
| 250 pkt | Daniel Szczepan       | Ruch Chorzów          |
| 229 pkt | Michał "Mata" Matczak | raper                 |

## Klasyfikacja (sezon 2022/23)
| Punkty  | Zawodnik           | Drużyna / zawód               |
| ------- | ------------------ | ----------------------------- |
| 345 pkt | Patryk Dziczek     | Piast Gliwice                 |
| 334 pkt | Karol Świderski    | Charlotte FC                  |
| 325 pkt | Radosław Murawski  | Lech Poznań                   |
| 325 pkt | Piotr Wlazło       | Stal Mielec                   |
| 321 pkt | Robert Gumny       | FC Augsburg                   |
| 319 pkt | Jordi Sánchez      | Widzew Łódź                   |
| 317 pkt | Dawid Kurminowski  | Zagłębie Lubin                |
| 316 pkt | Michał Skóraś      | Lech Poznań                   |
| 301 pkt | Josué              | Legia Warszawa                |
| 298 pkt | Jakub Łukowski     | Korona Kielce                 |
| 292 pkt | Artur Wichniarek   | były piłkarz                  |
| 283 pkt | Jakub Kosecki      | KTS Weszło                    |
| 283 pkt | Michał Rakoczy     | Cracovia                      |
| 278 pkt | Kacper Tobiasz     | Legia Warszawa                |
| 277 pkt | Marc Gual          | Jagiellonia Białystok         |
| 275 pkt | Dorota Hałatek     | Czarni Sosnowiec              |
| 265 pkt | Patryk Kun         | Raków Częstochowa             |
| 265 pkt | Mateusz Łęgowski   | Pogoń Szczecin                |
| 259 pkt | Dawid Abramowicz   | Radomiak Radom                |
| 223 pkt | Tomasz Fornal      | siatkarz (Jastrzębski Węgiel) |
| 203 pkt | Rafał Maserak      | tancerz                       |
| 182pkt  | Marcin Ścisłowski  | WOŚP                          |
| 175 pkt | Piotr Protasiewicz | były żużlowiec                |

## Klasyfikacja (sezon 2021/22)
| Punkty  | Zawodnik           | Drużyna / zawód       |
| ------- | ------------------ | --------------------- |
| 310 pkt | Łukasz Zwoliński   | Lechia Gdańsk         |
| 294 pkt | Yaw Yeboah         | Wisła Kraków          |
| 286 pkt | Bartosz Śpiączka   | Górnik Łęczna         |
| 286 pkt | Jakub Kamiński     | Lech Poznań           |
| 284 pkt | Patryk Sokołowski  | Legia Warszawa        |
| 284 pkt | Karol Angielski    | Radomiak Radom        |
| 269 pkt | Szymon Włodarczyk  | Legia Warszawa        |
| 269 pkt | Deian Sorescu      | Raków Częstochowa     |
| 267pkt  | Karol Niemczycki   | Cracovia              |
| 258 pkt | Leândro            | Radomiak Radom        |
| 256 pkt | Kinga Kozak        | Czarni Sosnowiec      |
| 252pkt  | Adrian Meronk      | golfista              |
| 251 pkt | Rafał Strączek     | Stal Mielec           |
| 244 pkt | Kacper Kozłowski   | Pogoń Szczecin        |
| 238 pkt | Frank Castañeda    | Warta Poznań          |
| 236 pkt | Rafał Wolski       | Wisła Płock           |
| 233 pkt | Przemysław Świercz | kapitan amp futbol    |
| 232 pkt | Maciej Janowski    | żużlowiec             |
| 229 pkt | Jakub Kawa         | WOŚP                  |
| 218 pkt | Jesús Imaz         | Jagiellonia Białystok |
| 202 pkt | Patryk Szysz       | Zagłębie Lubin        |

Źródło: canal plus turbokozak

## Klasyfikacja (sezon 2020/21)
| Punkty  | Zawodnik               | Drużyna / zawód       |
| ------- | ---------------------- | --------------------- |
| 306 pkt | Tymoteusz Puchacz      | Lech Poznań           |
| 273 pkt | Jakub Rzeźniczak       | Wisła Płock           |
| 271 pkt | Jakub Świerczok        | Piast Gliwice         |
| 270 pkt | Sergiu Hanca           | Cracovia              |
| 265 pkt | Maciej Sadlok          | Wisła Kraków          |
| 261 pkt | Ewelina Kamczyk        | Górnik Łęczna         |
| 261 pkt | Flávio Paixão          | Lechia Gdańsk         |
| 251 pkt | Jacek Góralski         | Kajrat Ałmaty         |
| 245 pkt | Taras Romanczuk        | Jagiellonia Białystok |
| 244 pkt | Ivi López              | Raków Częstochowa     |
| 244 pkt | Jerzy Podbrożny        | były piłkarz          |
| 227 pkt | Filip Mladenović       | Legia Warszawa        |
| 221 pkt | Michał Kucharczyk      | Pogoń Szczecin        |
| 218 pkt | Hubert Hurkacz         | tenisista             |
| 203 pkt | Michał Karbownik       | Legia Warszawa        |
| 203 pkt | Piotr "Zola" Szulowski | artysta kabaretowy    |
| 198 pkt | Olgierd Stanisławski   | WOŚP                  |
| 190 pkt | Tomasz Jachimek        | artysta kabaretowy    |
| 144 pkt | Jan Błachowicz         | zawodnik MMA          |

## Klasyfikacja (sezon 2019/20)
| Punkty  | Zawodnik                      | Drużyna / zawód       |
| ------- | ----------------------------- | --------------------- |
| 270 pkt | Adrian Mierzejewski           | Chongqing Lifan       |
| 269 pkt | Michał Żyro                   | Korona Kielce         |
| 266 pkt | Przemysław Płacheta           | Śląsk Wrocław         |
| 262 pkt | Paweł Tomczyk                 | Lech Poznań           |
| 262 pkt | Artur Sobiech                 | Lechia Gdańsk         |
| 256 pkt | Karol Świderski               | PAOK FC               |
| 248 pkt | Sonny Kittel                  | Hamburger SV          |
| 239 pkt | Grzegorz Rasiak               | były piłkarz          |
| 239 pkt | Pectus                        | zespół rockowy        |
| 239 pkt | Radosław Majdan               | były piłkarz          |
| 238 pkt | Aleksandra Sikora             | Juventus FC           |
| 237 pkt | Bartosz Łastowski             | AMP Futbol            |
| 237 pkt | Michał Nalepa                 | Arka Gdynia           |
| 236 pkt | Michał Pazdan                 | Ankaragücü            |
| 230 pkt | Patryk Klimala                | Jagiellonia Białystok |
| 228 pkt | Łukasz Wolsztyński            | Górnik Zabrze         |
| 225 pkt | Andrzej Twarowski             | dziennikarz Canal+    |
| 223 pkt | Damian Kądzior                | Dinamo Zagrzeb        |
| 221 pkt | Adam Buksa                    | Pogoń Szczecin        |
| 220 pkt | Jakub Wawrzyniak              | piłkarz               |
| 217 pkt | Marcin Baszczyński            | były piłkarz          |
| 217 pkt | Grzegorz "Gabor" Jędrzejewski | bramkarz w programie  |
| 216 pkt | Michał Żewłakow               | były piłkarz          |
| 210 pkt | Tomasz Wieszczycki            | dziennikarz           |
| 201 pkt | Janusz Gol                    | Cracovia              |
| 169 pkt | Marcin Gortat                 | koszykarz             |
| 162 pkt | Marcin Ścisłowski             | WOŚP                  |
| 160 pkt | Andrzej Wrona                 | siatkarz              |
| 160 pkt | Arkadiusz Moryto              | piłkarz ręczny        |
| 159 pkt | Marek Papszun                 | trener piłkarski      |
| 157 pkt | Piotr Szumowski               | artysta kabaretowy    |
| 150 pkt | Łukasz Piątek                 | ŁKS Łódź              |
| 143 pkt | Marek Buzanowski              | polski messi          |
| 131 pkt | Bartosz Zmarzlik              | żuzlowiec             |

### Extra level
| Punkty | Czas     | Zawodnik            | Drużyna / zawód  |
| ------ | -------- | ------------------- | ---------------- |
| 9 pkt  | 17.60 s. | Artur Sobiech       | Lechia Gdańsk    |
| 9 pkt  | 19.24 s. | Damian Kądzior      | Dinamo Zagrzeb   |
| 8 pkt  | 20.60 s. | Bartosz Łastowski   | AMP Futbol       |
| 8 pkt  | 30 s.    | Michał Pazdan       | MKE Ankaragücü   |
| 7 pkt  | 19.12 s. | Adam Buksa          | Pogoń Szczecin   |
| 6 pkt  | 13.36 s. | Paweł Tomczyk       | Lech Poznań      |
| 6 pkt  | 23.20 s. | Adrian Mierzejewski | Chongqing Lifan  |
| 5 pkt  | 16.72 s. | Marek Papszun       | trener piłkarski |
| 4 pkt  | 15.88 s. | Łukasz Piątek       | ŁKS Łódź         |
| 3 pkt  | 17.16 s. | Przemysław Płacheta | Śląsk Wrocław    |
| 3 pkt  | 26.28 s. | Marcin Gortat       | koszykarz        |

## Klasyfikacja (sezon 2018/19)
| Punkty  | Zawodnik              | Drużyna / zawód       |
| ------- | --------------------- | --------------------- |
| 249 pkt | Jan Bednarek          | Southampton           |
| 248 pkt | Damian Szymański      | Wisła Płock           |
| 231 pkt | Mateusz Klich         | Leeds United F.C.     |
| 229 pkt | Miroslav Radovic      | Legia Warszawa        |
| 205 pkt | Tomasz Sokołowski     | były piłkarz          |
| 191 pkt | Rafał Gikiewicz       | 1. FC Union Berlin    |
| 188 pkt | Mateusz Wdowiak       | Cracovia              |
| 178 pkt | Darko Jevtić          | Lech Poznań           |
| 174 pkt | Bartłomiej Pawłowski  | Zagłębie Lubin        |
| 168 pkt | Szymon Żurkowski      | Górnik Zabrze         |
| 163 pkt | Joel Valencia         | Piast Gliwice         |
| 152 pkt | Tomás Podstawski      | Pogoń Szczecin        |
| 145 pkt | Adam Marciniak        | Arka Gdynia           |
| 138 pkt | Mateusz Bieniek       | siatkarz              |
| 137 pkt | Przemysław Frankowski | Jagiellonia Białystok |
| 131 pkt | Konrad Wrzesiński     | Zagłębie Sosnowiec    |
| 129 pkt | Róbert Pich           | Śląsk Wrocław         |
| 128 pkt | Egy Maulana           | Lechia Gdańsk         |
| 127 pkt | Joanna Jędrzejczyk    | zawodniczka UFC       |
| 125 pkt | Krzysztof Jakubik     | sędzia piłkarski      |
| 115 pkt | Zdeněk Ondrášek       | Wisła Kraków          |
| 105 pkt | Paweł Fajdek          | lekkoatleta           |
| 87 pkt  | Wojciech Łobodziński  | Miedź Legnica         |
| 82 pkt  | Patryk Białek         | WOŚP                  |

### Extra level
| Punkty | Czas     | Zawodnik              | Drużyna / zawód       |
| ------ | -------- | --------------------- | --------------------- |
| 9 pkt  | 13.32 s. | Wojciech Łobodziński  | Miedź Legnica         |
| 8 pkt  | 16.68 s. | Zdeněk Ondrášek       | Wisła Kraków          |
| 7 pkt  | 12.20 s. | Bartłomiej Pawłowski  | Zagłębie Lubin        |
| 7 pkt  | 18.40 s. | Adam Marciniak        | Arka Gdynia           |
| 7 pkt  | 19.24 s. | Darko Jevtić          | Lech Poznań           |
| 6 pkt  | 12.80 s. | Damian Szymański      | Wisła Płock           |
| 6 pkt  | 13.92 s. | Konrad Wrzesiński     | Zagłębie Sosnowiec    |
| 6 pkt  | 18.72 s. | Paweł Fajdek          | lekkoatleta           |
| 5 pkt  | 13.84 s. | Szymon Żurkowski      | Górnik Zabrze         |
| 5 pkt  | 15.04 s. | Mateusz Wdowiak       | Cracovia              |
| 5 pkt  | 15.88 s. | Przemysław Frankowski | Jagiellonia Białystok |
| 5 pkt  | 16.88 s. | Jan Bednarek          | Southampton           |
| 4 pkt  | 14.60 s. | Tomás Podstawski      | Pogoń Szczecin        |
| 4 pkt  | 17.76 s. | Tomasz Sokołowski     | były piłkarz          |
| 3 pkt  | 14.40 s. | Egy Maulana           | Lechia Gdańsk         |
| 3 pkt  | 24 s.    | Krzysztof Jakubik     | sędzia piłkarski      |
| 2 pkt  | 14.76 s. | Patryk Białek         | WOŚP                  |

## Klasyfikacja (sezon 2017/18)
| Punkty  | Zawodnik                       | Drużyna / zawód                                    |
| ------- | ------------------------------ | -------------------------------------------------- |
| 245 pkt | Sebastian Mila                 | Lechia Gdańsk                                      |
| 242 pkt | Carlitos                       | Wisła Kraków                                       |
| 236 pkt | Oskar Lipski                   | Stal Łańcut                                        |
| 236 pkt | Łukasz Trałka                  | Lech Poznań                                        |
| 213 pkt | Adam Frączczak                 | Pogoń Szczecin                                     |
| 211 pkt | Agnieszka Radwańska Dawid Celt | tenis ziemny                                       |
| 211 pkt | Maciej Makuszewski             | Lech Poznań                                        |
| 207 pkt | Igor Angulo                    | Górnik Zabrze                                      |
| 206 pkt | Dominik Dziąbek                | kapitan reprezentacji polski dzieci z domu dziecka |
| 205 pkt | Szymon Pawłowski               | Bruk-Bet Termalica Nieciecza                       |
| 203 pkt | Tomasz Jodłowiec               | Piast Gliwice                                      |
| 203 pkt | Giorgi Merebaszwili            | Wisła Płock                                        |
| 203 pkt | Krzysztof Piątek               | Cracovia                                           |
| 196 pkt | Arkadiusz Malarz               | Legia Warszawa                                     |
| 195 pkt | Bartosz Rymaniak               | Korona Kielce                                      |
| 193 pkt | Radosław Majewski              | Lech Poznań                                        |
| 190 pkt | Rafał Siemaszko                | Arka Gdynia                                        |
| 190 pkt | Arvydas Novikovas              | Jagiellonia Białystok                              |
| 184 pkt | Adam Matuszczyk                | Zagłębie Lubin                                     |
| 183 pkt | Martin Pospíšil                | Jagiellonia Białystok                              |
| 179 pkt | Arkadiusz Piech                | Śląsk Wrocław                                      |
| 165 pkt | Sebastian Szymański            | Legia Warszawa                                     |
| 163 pkt | Paweł Małaszyński              | Aktor                                              |
| 162 pkt | Konrad Michalak                | Wisła Płock                                        |
| 158 pkt | Maciej Korzym                  | Sandecja Nowy Sącz                                 |
| 151 pkt | Tomasz Hajto                   | piłkarz                                            |
| 150 pkt | Marcin Ryszka                  | piłka nożna dla osób niewidonych                   |
| 125 pkt | Karolina Bojar                 | sędzia piłkarska                                   |
| 123 pkt | Krzysztof Ignaczak             | siatkarz                                           |

### Extra level
| Punkty | Czas     | Zawodnik            | Drużyna / zawód                                    |
| ------ | -------- | ------------------- | -------------------------------------------------- |
| 8 pkt  | 12.72 s. | Krzysztof Piątek    | Cracovia                                           |
| 8 pkt  | 18.6 s.  | Giorgi Merebaszwili | Wisła Płock                                        |
| 8 pkt  | 19.44 s. | Arkadiusz Piech     | Śląsk Wrocław                                      |
| 7 pkt  | 13.72 s. | Arkadiusz Malarz    | Legia Warszawa                                     |
| 7 pkt  | 14.08 s. | Maciej Makuszewski  | Lech Poznań                                        |
| 7 pkt  | 23 s.    | Igor Angulo         | Górnik Zabrze                                      |
| 6 pkt  | 13.88 s. | Szymon Pawłowski    | Bruk-Bet Termalica Nieciecza                       |
| 6 pkt  | 14 s.    | Dominik Dziąbek     | kapitan reprezentacji polski dzieci z domu dziecka |
| 6 pkt  | 16 s.    | Adam Matuszczyk     | Zagłębie Lubin                                     |
| 6 pkt  | 17 s.    | Arvydas Novikovas   | Jagiellonia Białystok                              |
| 5 pkt  | 13.96 s. | Sebastian Szymański | Legia Warszawa                                     |
| 5 pkt  | 14.4 s.  | Carlitos            | Wisła Kraków                                       |
| 5 pkt  | 15.24 s. | Oskar Lipski        | Stal Łańcut                                        |
| 5 pkt  | 15.28 s. | Bartosz Rymaniak    | Korona Kielce                                      |
| 5 pkt  | 18.16 s. | Adam Frączczak      | Pogoń Szczecin                                     |
| 4 pkt  | 13.48 s. | Tomasz Jodłowiec    | Piast Gliwice                                      |
| 4 pkt  | 15.36 s. | Konrad Michalak     | Wisła Płock                                        |
| 4 pkt  | 17,92 s. | Maciej Korzym       | Sandecja Nowy Sącz                                 |
| 4 pkt  | 19.88 s. | Łukasz Trałka       | Lech Poznań                                        |
| 4 pkt  | 28.8 s.  | Tomasz Hajto        | piłkarz                                            |
| 3 pkt  | 4.40 s   | Marcin Ryszka       | piłka nożna dla osób niewidonych                   |
| 3 pkt  | 13.12 s  | Martin Pospíšil     | Jagiellonia Białystok                              |
| 3 pkt  | 14 s.    | Rafał Siemaszko     | Arka Gdynia                                        |
| 2 pkt  | 19.76 s. | Krzysztof Ignaczak  | siatkarz                                           |

## Klasyfikacja (sezon 2016/17)
| Punkty  | Zawodnik              | Drużyna / zawód              |
| ------- | --------------------- | ---------------------------- |
| 217 pkt | Radosław Majewski     | Lech Poznań                  |
| 205 pkt | Dawid Kort            | Pogoń Szczecin               |
| 203 pkt | Dariusz Formella      | Arka Gdynia                  |
| 203 pkt | Robert Podoliński     | trener Radomiaka Radom       |
| 202 pkt | Konstantin Vassiljev  | Jagiellonia Białystok        |
| 199 pkt | Dawid Kownacki        | Lech Poznań                  |
| 198 pkt | Damian Dąbrowski      | Cracovia                     |
| 193 pkt | Katarzyna Kiedrzynek  | PSG                          |
| 191 pkt | Sebastian Steblecki   | Cracovia                     |
| 187 pkt | Szymon Drewniak       | Górnik Łęczna                |
| 184 pkt | Vadis Odjidja-Ofoe    | Legia Warszawa               |
| 184 pkt | Denis Popović         | Wisła Kraków                 |
| 181 pkt | Jakub Arak            | Ruch Chorzów                 |
| 178 pkt | Piotr Grzelczak       | Górnik Łęczna                |
| 178 pkt | Jarosław Niezgoda     | Ruch Chorzów                 |
| 175 pkt | Kamil Wilczek         | Brøndby IF                   |
| 174 pkt | Mateusz Szwoch        | Arka Gdynia                  |
| 173 pkt | Lukáš Haraslín        | Lechia Gdańsk                |
| 163 pkt | Arkadiusz Reca        | Wisła Płock                  |
| 161 pkt | Radosław Murawski     | Piast Gliwice                |
| 160 pkt | Vladislavs Gutkovskis | Bruk-Bet Termalica Nieciecza |
| 159 pkt | drużyna dziennikarzy  | dziennikarze                 |
| 158 pkt | Mateusz Piątkowski    | Wisła Płock                  |
| 155 pkt | Sławomir Peszko       | Lechia Gdańsk                |
| 155 pkt | Krzysztof Janus       | Zagłębie Lubin               |
| 152 pkt | Ilijan Micanski       | Korona Kielce                |
| 151 pkt | Ryōta Morioka         | Śląsk Wrocław                |
| 150 pkt | Łukasz Sekulski       | Korona Kielce                |
| 143 pkt | Andrzej Kobylański    | piłkarz                      |
| 138 pkt | Karol Kłos            | siatkarz                     |
| 122 pkt | Mariusz Pawełek       | Śląsk Wrocław                |
| 109 pkt | Krzysztof Wrona       | Kuloodporni Bielsko-Biała    |
| 105 pkt | Michał Jurecki        | piłkarz ręczny               |
| 75 pkt  | Sebastian Fabijański  | aktor                        |
| 68 pkt  | Łukasz Jurkowski      | zawodnik MMA                 |

### Extra level
| Punkty | Czas     | Zawodnik              | Drużyna / zawód              |
| ------ | -------- | --------------------- | ---------------------------- |
| 8 pkt  | 16.28 s. | Robert Podoliński     | trener Radomiaka Radom       |
| 7 pkt  | 15.60 s. | Mateusz Szwoch        | Arka Gdynia                  |
| 7 pkt  | 18.68 s. | Radosław Majewski     | Lech Poznań                  |
| 6 pkt  | 16.64 s. | Sławomir Peszko       | Lechia Gdańsk                |
| 6 pkt  | 20.84 s. | Dariusz Formella      | Arka Gdynia                  |
| 6 pkt  | 29.68 s. | Denis Popović         | Wisła Kraków                 |
| 5 pkt  | 13.84 s. | Dawid Kort            | Pogoń Szczecin               |
| 5 pkt  | 13.96 s. | Piotr Grzelczak       | Górnik Łęczna                |
| 5 pkt  | 14.64 s. | Ilijan Micanski       | Korona Kielce                |
| 5 pkt  | 15.60 s. | Sebastian Fabijański  | aktor                        |
| 5 pkt  | 16.16 s. | Łukasz Sekulski       | Korona Kielce                |
| 5 pkt  | 16.64 s. | Vladislavs Gutkovskis | Bruk-Bet Termalica Nieciecza |
| 5 pkt  | 17.80 s. | Vadis Odjidja-Ofoe    | Legia Warszawa               |
| 5 pkt  | 26.48 s. | Konstantin Vassiljev  | Jagiellonia Białystok        |
| 4 pkt  | 12.36 s. | Jakub Arak            | Ruch Chorzów                 |
| 4 pkt  | 13.00 s. | Arkadiusz Reca        | Wisła Płock                  |
| 4 pkt  | 14.76 s. | Radosław Murawski     | Piast Gliwice                |
| 4 pkt  | 15.00 s. | Krzysztof Janus       | Zagłębie Lubin               |
| 4 pkt  | 16.00 s. | Lukáš Haraslín        | Lechia Gdańsk                |
| 4 pkt  | 16.28 s. | Andrzej Kobylański    | piłkarz                      |
| 4 pkt  | 19.20 s. | Katarzyna Kiedrzynek  | Paris Saint-Germain          |
| 4 pkt  | 19.52 s. | Michał Jurecki        | piłkarz ręczny               |
| 3 pkt  | 14.68 s. | Kamil Wilczek         | Brøndby IF                   |
| 3 pkt  | 16.52 s. | Dawid Kownacki        | Lech Poznań                  |
| 3 pkt  | 16.96 s. | Mariusz Pawełek       | Śląsk Wrocław                |
| 3 pkt  | 20.44 s. | Damian Dąbrowski      | Cracovia                     |
| 3 pkt  | 23.48 s. | Krzysztof Wrona       | Kuloodporni Bielsko-Biała    |
| 3 pkt  | 25.8 s.  | Karol Kłos            | siatkarz                     |
| 2 pkt  | 15.24 s. | Szymon Drewniak       | Górnik Łęczna                |
| 2 pkt  | 16.28 s. | Ryōta Morioka         | Śląsk Wrocław                |
| 2 pkt  | 17.88 s. | Łukasz Jurkowski      | zawodnik MMA                 |

## Klasyfikacja (sezon 2015/16)
| Punkty  | Zawodnik             | Drużyna / zawód                          |
| ------- | -------------------- | ---------------------------------------- |
| 271 pkt | Bartek Ignacik       | dziennikarz sportowy                     |
| 178 pkt | Piotr Zieliński      | Empoli FC                                |
| 175 pkt | Sebastian Steblecki  | Górnik Zabrze                            |
| 173 pkt | Mateusz Cetnarski    | Cracovia                                 |
| 170 pkt | Kamil Biliński       | Śląsk Wrocław                            |
| 167 pkt | Bartosz Kapustka     | Cracovia                                 |
| 165 pkt | Guilherme            | Legia Warszawa                           |
| 160 pkt | Marcin Krzywicki     | Chojniczanka Chojnice                    |
| 158 pkt | Karol Linetty        | Lech Poznań                              |
| 156 pkt | Mateusz Szczepaniak  | Podbeskidzie Bielsko-Biała               |
| 156 pkt | Krzysztof Mączyński  | Wisła Kraków                             |
| 153 pkt | Marcin Cebula        | Korona Kielce                            |
| 148 pkt | Szymon Marciniak     | sędzia piłkarski                         |
| 146 pkt | Kamil Sylwestrzak    | Korona Kielce                            |
| 143 pkt | Dariusz Dźwigała     | piłkarz (ówcześnie trener Dolcanu Ząbki) |
| 142 pkt | Maciej Rybus         | Terek Grozny                             |
| 141 pkt | Nemanja Nikolić      | Legia Warszawa                           |
| 140 pkt | Martin Kobylański    | Lechia Gdańsk                            |
| 139 pkt | Bartłomiej Drągowski | Jagiellonia Białystok                    |
| 139 pkt | Bartłomiej Babiarz   | Bruk-Bet Termalica Nieciecza             |
| 139 pkt | Adam Dźwigała        | Lechia Gdańsk                            |
| 135 pkt | Łukasz Moneta        | Ruch Chorzów                             |
| 128 pkt | Fiodor Černych       | Górnik Łęczna                            |
| 119 pkt | Arkadiusz Woźniak    | Zagłębie Lubin                           |
| 117 pkt | Kamil Vacek          | Piast Gliwice                            |
| 104 pkt | Marcin Rosłoń        | dziennikarz                              |
| 94 pkt  | Patryk Małecki       | Pogoń Szczecin                           |
| 76 pkt  | Bogusław Saganowski  | zawodnik piłki plażowej                  |
| 61 pkt  | Piotr Kędzierski     | dziennikarz                              |

### Extra level
| Punkty | Czas     | Zawodnik             | Drużyna / zawód                          |
| ------ | -------- | -------------------- | ---------------------------------------- |
| 8 pkt  | 14.88 s. | Krzysztof Mączyński  | Wisła Kraków                             |
| 8 pkt  | 17.84 s. | Nemanja Nikolić      | Legia Warszawa                           |
| 8 pkt  | 28.04 s. | Patryk Małecki       | Pogoń Szczecin                           |
| 7 pkt  | 14.08 s. | Kamil Biliński       | Śląsk Wrocław                            |
| 7 pkt  | 14.24 s. | Kamil Sylwestrzak    | Korona Kielce                            |
| 7 pkt  | 14.44 s. | Piotr Zieliński      | Empoli FC                                |
| 7 pkt  | 15.04 s. | Sebastian Steblecki  | Górnik Zabrze                            |
| 7 pkt  | 19.20 s. | Martin Kobylański    | Lechia Gdańsk                            |
| 7 pkt  | 21.84 s. | Bartłomiej Drągowski | Jagiellonia Białystok                    |
| 6 pkt  | 13.04 s. | Mateusz Cetnarski    | Cracovia                                 |
| 6 pkt  | 18.36 s. | Guilherme            | Legia Warszawa                           |
| 6 pkt  | 20.24 s. | Marcin Krzywicki     | Chojniczanka Chojnice                    |
| 6 pkt  | 20.56 s. | Bogusław Saganowski  | zawodnik piłki plażowej                  |
| 6 pkt  | 24.28 s. | Marcin Cebula        | Korona Kielce                            |
| 5 pkt  | 17.04 s. | Bartłomiej Babiarz   | Bruk-Bet Termalica Nieciecza             |
| 5 pkt  | 21.96 s. | Arkadiusz Woźniak    | Zagłębie Lubin                           |
| 4 pkt  | 14.44 s. | Mateusz Szczepaniak  | Podbeskidzie Bielsko-Biała               |
| 4 pkt  | 14.64 s. | Kamil Vacek          | Piast Gliwice                            |
| 4 pkt  | 14.80 s. | Adam Dźwigała        | Lechia Gdańsk                            |
| 4 pkt  | 15.96 s. | Dariusz Dźwigała     | piłkarz (ówcześnie trener Dolcanu Ząbki) |
| 4 pkt  | 30.00 s. | Fiodor Černych       | Górnik Łęczna                            |
| 3 pkt  | 12.00 s. | Łukasz Moneta        | Ruch Chorzów                             |
| 3 pkt  | 12.56 s. | Bartosz Kapustka     | Cracovia                                 |
| 3 pkt  | 17.80 s. | Karol Linetty        | Lech Poznań                              |
| 3 pkt  | 19.88 s. | Piotr Kędzierski     | dziennikarz                              |
| 2 pkt  | 11.40 s. | Bartek Ignacik       | dziennikarz sportowy                     |
| 2 pkt  | 12.52 s. | Maciej Rybus         | Terek Grozny                             |
| 2 pkt  | 19.00 s. | Marcin Rosłoń        | dziennikarz                              |
| 2 pkt  | 21.24 s. | Szymon Marciniak     | sędzia piłkarski                         |

## Klasyfikacja (sezon 2014/15)
| Punkty  | Zawodnik           | Drużyna / zawód               |
| ------- | ------------------ | ----------------------------- |
| 184 pkt | Mateusz Cetnarski  | Cracovia                      |
| 169 pkt | Piotr Włodarczyk   | piłkarz                       |
| 168 pkt | Łukasz Zwoliński   | Pogoń Szczecin                |
| 160 pkt | Wojciech Łuczak    | Górnik Zabrze                 |
| 154 pkt | Kamil Grosicki     | Stade Rennais                 |
| 154 pkt | Kamil Kosowski     | piłkarz                       |
| 148 pkt | Ondrej Duda        | Legia Warszawa                |
| 148 pkt | Marcin Żewłakow    | piłkarz                       |
| 144 pkt | Dudu Paraiba       | Śląsk Wrocław                 |
| 142 pkt | Maciej Iwański     | Podbeskidzie Bielsko-Biała    |
| 142 pkt | Łukasz Madej       | Górnik Zabrze                 |
| 141 pkt | Jakub Świerczok    | Zawisza Bydgoszcz             |
| 139 pkt | Paweł Golański     | Korona Kielce                 |
| 137 pkt | Patryk Tuszyński   | Jagiellonia Białystok         |
| 136 pkt | Michał Mak         | GKS Bełchatów                 |
| 136 pkt | Antonio Čolak      | Lechia Gdańsk                 |
| 128 pkt | Barry Douglas      | Lech Poznań                   |
| 128 pkt | Semir Stilić       | Wisła Kraków                  |
| 127 pkt | Marcin Robak       | Pogoń Szczecin                |
| 122 pkt | Mariusz Stępiński  | Wisła Kraków                  |
| 119 pkt | Piotr Dziewicki    | ekspert nc+                   |
| 117 pkt | Tomasz Pustelnik   | Błękitni Stargard Szczeciński |
| 117 pkt | Grzegorz Bonin     | Górnik Łęczna                 |
| 111 pkt | Gerard Badía       | Piast Gliwice                 |
| 98 pkt  | Błażej Telichowski | GKS Bełchatów                 |
| 92 pkt  | Wojciech Szczęsny  | Arsenal F.C.                  |
| 84 pkt  | Ewa Pajor          | Medyk Konin                   |
| 57 pkt  | Marcin Wójcik      | artysta kabaretowy            |
| 57 pkt  | Jerzy Janowicz     | tenisista                     |
| 55 pkt  | Łukasz Bernat      | Laureat konkursu palmolive    |
| 49 pkt  | Łukasz Kadziewicz  | siatkarz                      |

## Klasyfikacja (sezon 2013/14)
| Punkty  | Zawodnik                            | Drużyna / zawód            |
| ------- | ----------------------------------- | -------------------------- |
| 223 pkt | Antoni Łukasiewicz Łukasz Madej     | Górnik Zabrze              |
| 206 pkt | Piotr Świerczewski Tomasz Kłos      | byli piłkarze              |
| 205 pkt | Vladimir Boljević Bartłomiej Dudzic | Cracovia                   |
| 201 pkt | Michał Kucharczyk Dominik Furman    | Legia Warszawa             |
| 186 pkt | Paweł Brożek Michał Chrapek         | Wisła Kraków               |
| 164 pkt | Filip Starzyński Jakub Kowalski     | Ruch Chorzów               |
| 159 pkt | Marco Paixão Flávio Paixão          | Śląsk Wrocław              |
| 147 pkt | Fabian Pawela Damian Chmiel         | Podbeskidzie Bielsko-Biała |
| 141pkt  | Adrian Błąd Filip Jagiełło          | Zagłębie Lubin             |
| 133 pkt | Mateusz Możdżeń Marcin Kamiński     | Lech Poznań                |
| 120 pkt | Dani Quintana Ugochukwu Ukah        | Jagiellonia Białystok      |
| 110 pkt | Tomasz Podgórski Jakub Szumski      | Piast Gliwice              |
| 91 pkt  | Wojciech Golla Jakub Bąk            | Pogoń Szczecin             |

## Najlepsi gracze edycji
2017/18
- Zwycięzca: Sebastian Mila (245 pkt)

2016/17
- Zwycięzca: Radosław Majewski (217 pkt)

2015/16
- Zwycięzca: Bartek Ignacik (271 pkt)
- Wicelider: Piotr Zieliński (178 pkt)

2014/15
- Zwycięzca: Mateusz Cetnarski (184 pkt)[62]

2013/14
- Zwycięzca: Łukasz Madej[63]